# Arboridia simillima
Arboridia simillima är en insektsart som först beskrevs av Wagner 1939.  Arboridia simillima ingår i släktet Arboridia och familjen dvärgstritar. Inga underarter finns listade i Catalogue of Life.